# Iglesia de la Orden Teutónica (Viena)

Plano de la preceptoría e iglesia de la Orden Teutónica

La Iglesia de la Orden Teutónica (en alemán: Deutschordenskirche), también conocida como la Iglesia de Santa Isabel de Hungría (en alemán: Hl. Elisabeth von Ungarn), es la iglesia madre de la Orden Teutónica, una orden religiosa católica con sede en Alemania formada a finales del siglo XII. Ubicada en Viena, Austria, cerca de Stephansdom, es la actual sede del Gran maestre de la Orden Teutónica.

## Iglesia
Esta iglesia gótica fue construida en el siglo XIV (1326-1375) y consagrada a Santa Isabel de Hungría. Algunos de los trabajos de estuco fueron realizados por los artistas italianos Simone Allio en 1697 y Girolamo Alfieri en 1700. La iglesia fue remodelada en estilo barroco en 1720 (probablemente) por el arquitecto Anton Erhard Martinelli, mientras el conde Guido von Starhemberg era el comandante de la Orden. Alfieri volvió a trabajar en esta iglesia en el período 1720-1725, así como el escultor Giovanni Antonio Canevale. Sin embargo, la iglesia ha conservado algunos de sus orígenes góticos, como los arcos apuntados en las ventanas.
Los muros están decorados con hileras de numerosos escudos de armas de la Orden de los Caballeros Teutónicos y varias lápidas conmemorativas, como la lápida del conde Siegfried Sarau con relieves de Giovanni Stanetti y la del alguacil Jobst von Wetzhausen (1524) de Loy Hering.
Destaca el tríptico alado flamenco, un retablo policromado de 1520. Se desconoce el tallista y el pintor. La policromía fue realizada y firmada por Jan van Wavere, un policromador de Malinas. Representa en vívidas tallas de madera escenas de la Pasión de Cristo.

## Tesoro de la Orden Teutónica
La iglesia está incorporada a la Deutschordenshaus, la sede de la Orden. Junto al patio interior empedrado se encuentra la Schatzkammer (la Sala del Tesoro), un verdadero tesoro eclesiástico convertido en museo, que consta de cinco salas en la segunda planta. Las diferentes colecciones han sido construidas por los sucesivos Grandes Maestros durante ocho siglos. Constituyen una de las colecciones de tesoros más antiguas de Viena y abarcan los periodos gótico, renacentista y barroco. El verdadero inicio de la Schatzkammer puede datarse en 1525, cuando el Gran Maestre Alberto de Prusia se convirtió al luteranismo y declaró las colecciones de su propiedad privada. El museo fue reabierto el 22 de abril de 2006 tras una amplia renovación.
La primera sala exhibe monedas góticas, medallas, sellos, cruces y un anillo de coronación del siglo XIII.
La segunda sala muestra cálices con filigranas plateadas, pero también algunos elementos más extravagantes. Hay un salero, hecho de coral rojo, colgado con dientes de tiburón. En la época medieval se creía que eran lenguas de víbora fosilizadas, capaces de detectar alimentos envenenados. También son destacables varias vasijas de cáscara de coco, como una de Goa con monturas de plata y otra de estilo chinoiserie. También destaca una cadena de plata (ca. 1500) para la espada que llevan los miembros de la Orden. Lleva una percha con la representación de la Virgen y el Niño y las insignias de la Orden. Un precioso reloj de mesa está adornado con granates y turquesas y rodeado de una guirnalda de hojas doradas.
Las otras salas contienen una colección de armas orientales como un kris de Sumatra con hoja ondulada y mango de cuerno de rinoceronte, tallado en forma de Buda con piedras preciosas. Otra pieza valiosa de la colección es la carta del papa Gregorio IX de 1235, declarando santa a Isabel de Turingia. Por último, hay varias pinturas góticas y una talla en madera de Carintia de San Jorge y el Dragón.
La tesorería está abierta los martes, jueves y sábados de 10 a. m. a 12 p. m., los miércoles y viernes de 3 a 5 p. m.

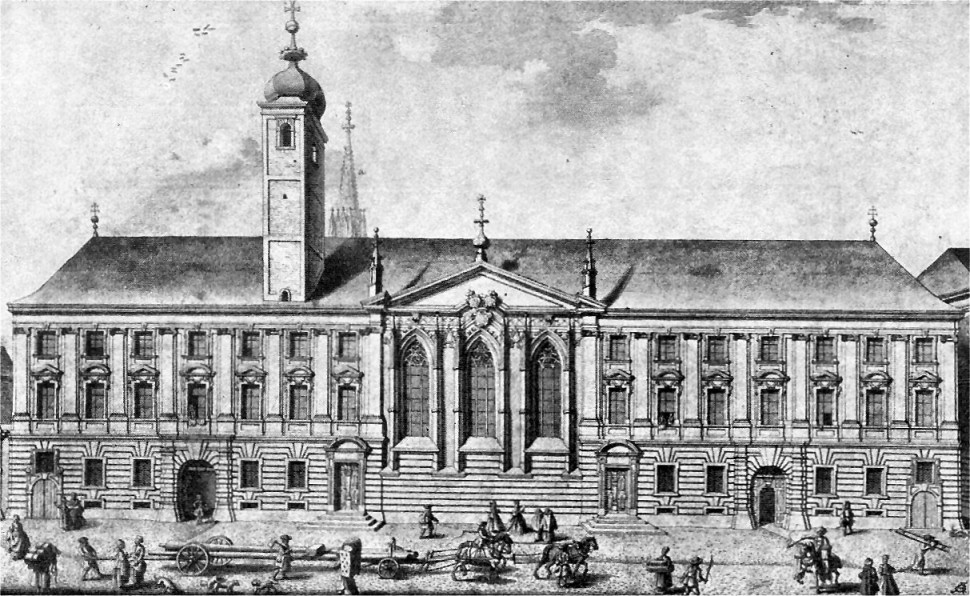
Preceptoría (Deutschordenshaus) en 1733 (Dibujo de S. Kleiner).
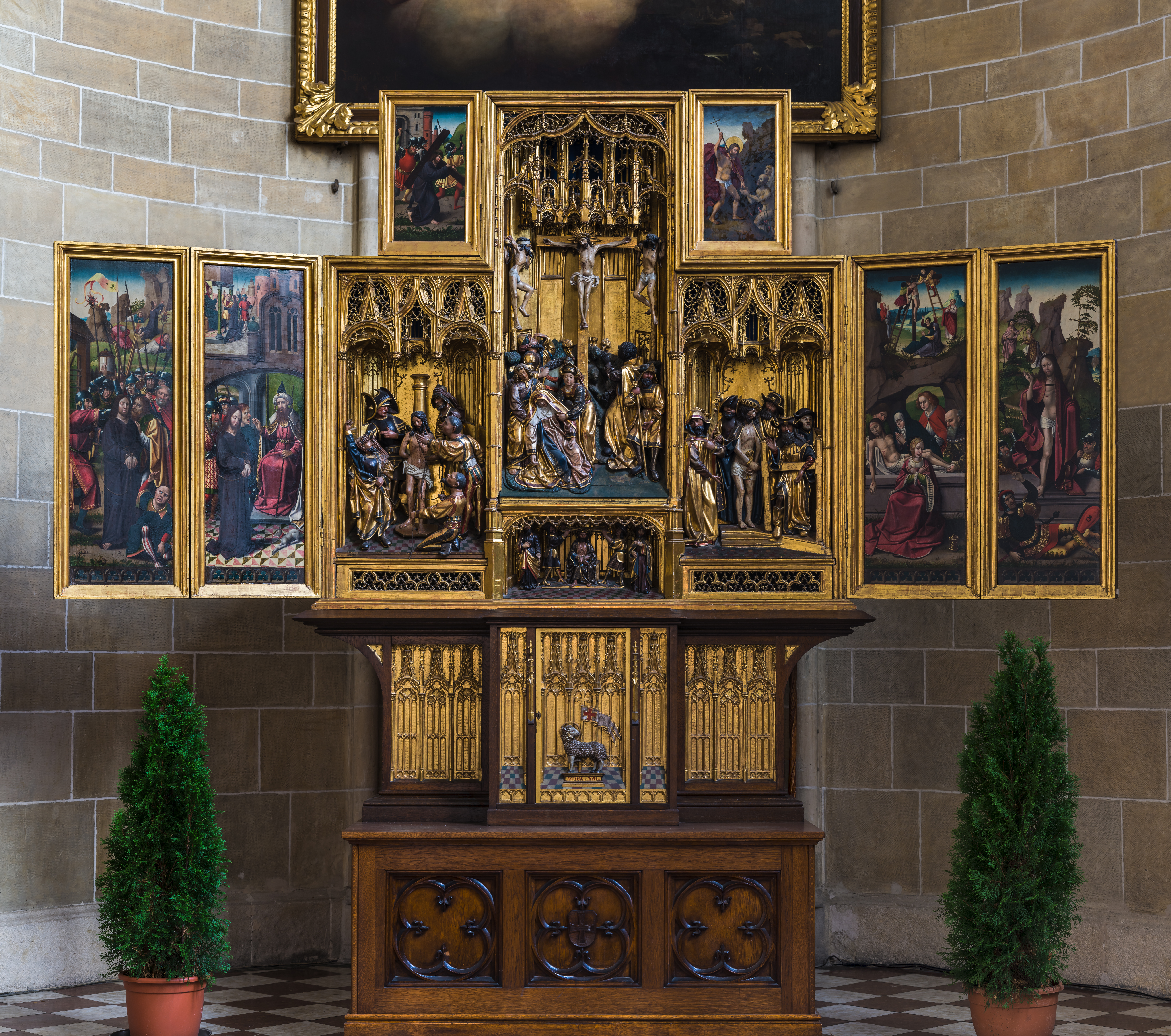
Tríptico alado realizado en parte por Jan van Wavere en 1520.
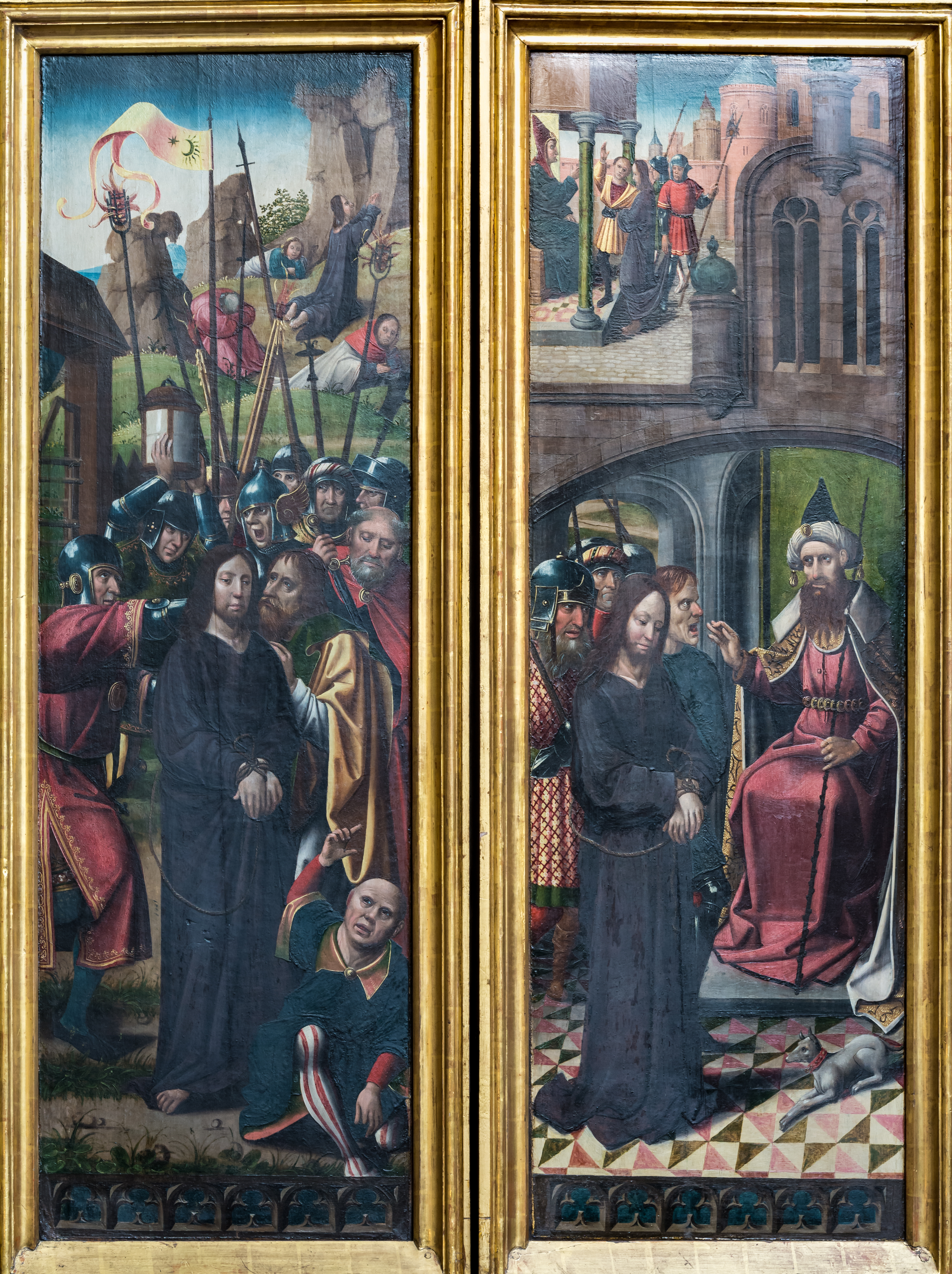
Captura del Señor (detalle del tríptico)
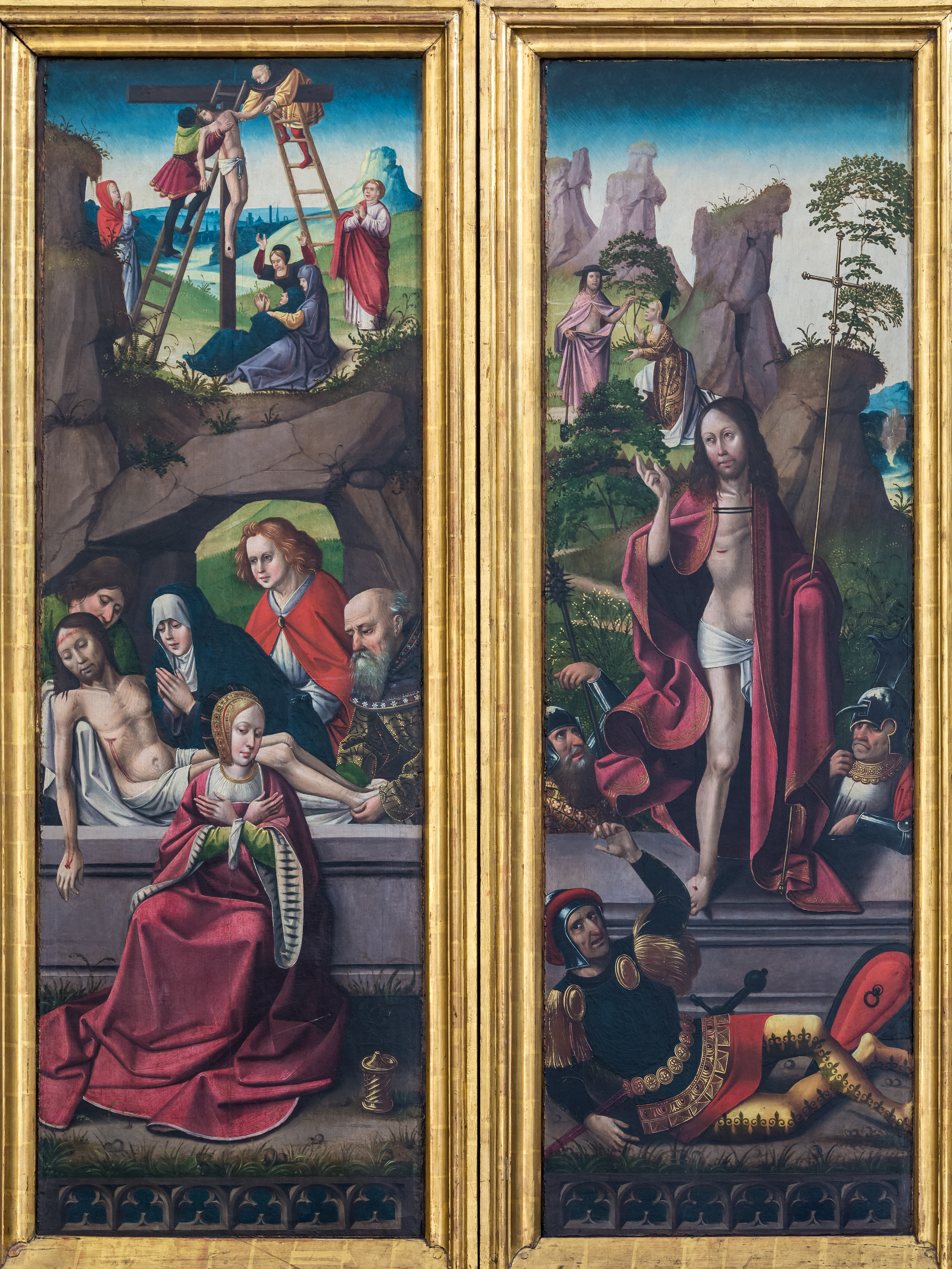
Sepultura y resurrección del Señor (detalle de tríptico)
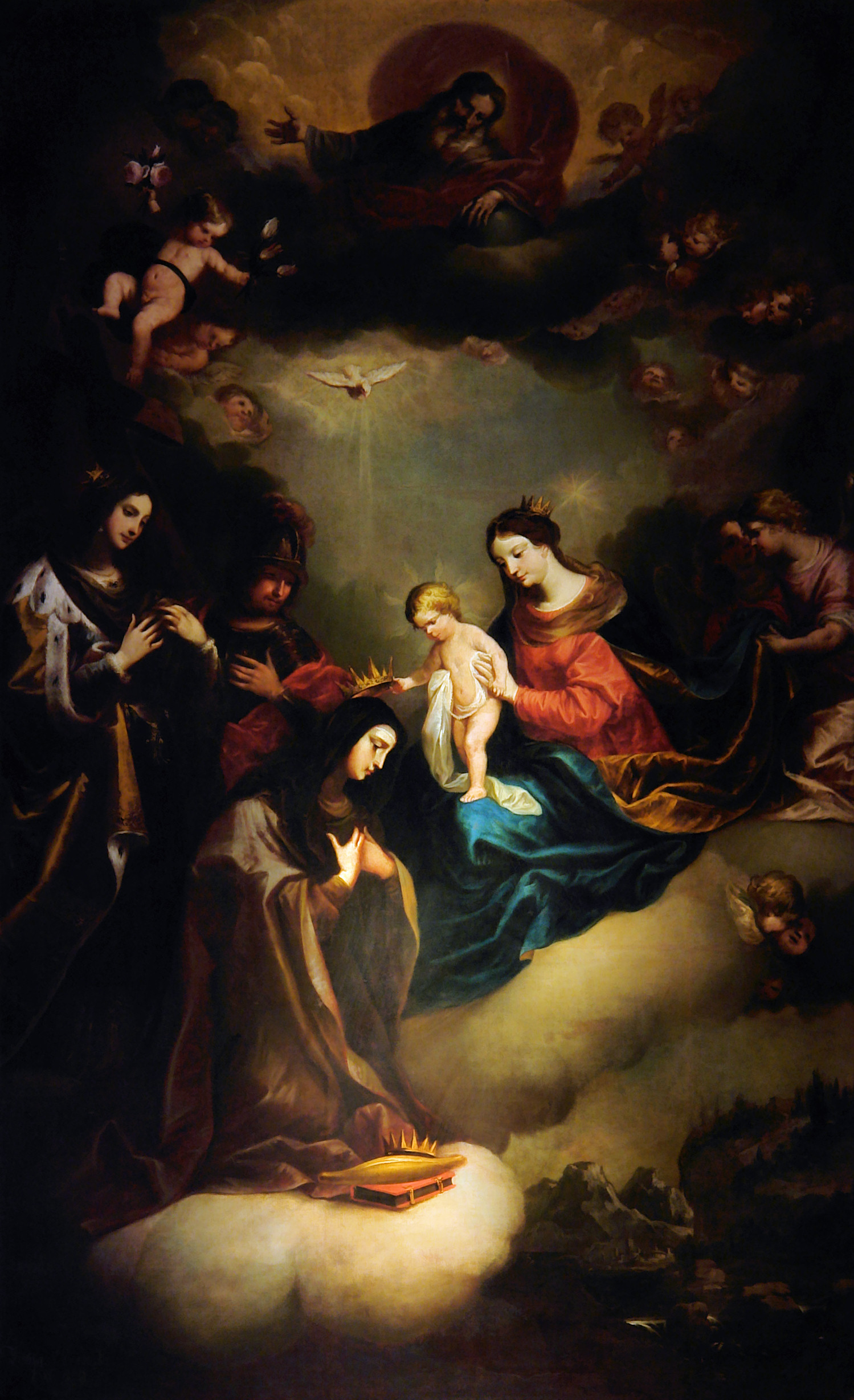
Coronación de Santa Isabel de Thüringen por la Virgen María y Cristo, junto con San Jorge y Santa Elena (Tobias Pock, 1667).